# Reinier Jesus
Reinier Jesus Carvalho (Brazíliaváros, 2002. január 19. –) brazil labdarúgó, középpályás, az Atlético Mineiro játékosa.

## Pályafutása

### Klubcsapatokban
Brazíliavárosban született, a korábbi válogatott futsalos, Mauro Brasília fia. 2011-ben csatlakozott a Vasco da Gama ifjúsági akadémiájához, de mielőtt a Flamengóhoz került volna, megfordult a Botafogo és a Fluminense akadémiáján is.
2019. július 31-én mutatkozott be a Flamengo felnőtt csapatában az Emelec elleni Copa Liberdadores-mérkőzésen a Maracanã Stadionban. A bajnokságban augusztus 4-én játszott először a Bahia elleni találkozón. 2019. november 9-én meghosszabbította a szerződését 2024. október 31-ig, kivásárlási árát pedig 35 millió euróra emelte klubja.
2020. január 20-án a Real Madrid szerződtette 35 millió euróért, miután betöltötte 18. életévét. 2026-ig szóló szerződést írt alá a spanyol klubnál, ahol először elsősorban a tartalékcsapatnak számító Castillában számítottak rá.
2020. augusztus 19-én a Real Madrid kölcsön adta őt két évre a német Borussia Dortmundnak. 
2022 augusztusában a Girona vette kölcsön egy évre. A klub színeiben szerezte első gólját a spanyol élvonalban 2022. szeptember 7-én a Real Valladolid ellen.
2023. szemptember 1-jén az olasz élvonalba feljutó Frosinone vette kölcsön a 2023–2024-es szezon végéig. 22 mérkőzésen kétszer volt eredményes a Serie A-ban, majd miután csapat kiesett a másodosztályba, visszatért a Real Madridhoz.
2024. augusztus 30-án a Granadához került kölcsönbe.
2025. augusztus 8-án a brazil Atlético Mineiro 2029 decemberéig szóló szerződést kötött vele.

### A válogatottban
2017-ben szerepelt a brazil korosztályos válogatottal a dél-amerikai U15-ös labdarúgó-bajnokságon, ahol Ecuador és Venezuela ellen kezdőként lépett pályára. 2018. március 7-én bekerült az U17-es válogatott Montaigu-bajnokságra nevezett keretébe. A 2019-es dél-amerikai U17-es labdarúgó-bajnokságon ő volt a brazil csapat kapitánya, a tornán három gólt szerzett.

## Sikerei, díjai

### Klub
- Flamengo
  - Brazil bajnok: 2019
  - Copa Libertadores-győztes: 2019[17]

- Dortmund
  - Német kupa: 2020–21

### Válogatott
- Brazília U23
  - Olimpiai játékok: 2020

## Statisztikái
| Klub                           | Szezon         | League             | League | League | Nemzeti kupa | Nemzeti kupa | Nemzetközi kupa | Nemzetközi kupa | Egyéb | Egyéb | Összesen | Összesen |
| Klub                           | Szezon         | Bajnokság          | Mérk.  | Gólok  | Mérk.        | Gólok        | Mérk.           | Gólok           | Mérk. | Gólok | Mérk.    | Gólok    |
| ------------------------------ | -------------- | ------------------ | ------ | ------ | ------------ | ------------ | --------------- | --------------- | ----- | ----- | -------- | -------- |
| Flamengo                       | 2019           | Série A            | 14     | 6      | 0            | 0            | 1               | 0               | 0     | 0     | 15       | 6        |
| Real Madrid Castilla           | 2019–20        | Segunda División B | 3      | 2      | —            | —            | —               | —               | —     | —     | 3        | 2        |
| Real Madrid                    | 2019–20        | La Liga            | 0      | 0      | 0            | 0            | 0               | 0               | 0     | 0     | 0        | 0        |
| Borussia Dortmund (kölcsönben) | 2020–21        | Bundesliga         | 0      | 0      | 0            | 0            | 0               | 0               | 0     | 0     | 0        | 0        |
| Teljes karrier                 | Teljes karrier | Teljes karrier     | 17     | 8      | 0            | 0            | 1               | 0               | 0     | 0     | 18       | 8        |

1. ↑  Pályára lépése a Copa Libertadoresen.